# 조니 라이트
조니 라이트(Johnnie Wright, 본명은 조니 로버트 라이트 주니어(Johnnie Robert Wright, Jr.), 1914년 5월 13일 ~ 2011년 9월 27일)는 미국의 컨트리 음악 싱어송라이터 겸 기타 연주자이다.
그의 부인 또한 유명한 컨트리 음악 가수인 키티 웰스이다.

## 생애
1936년 잭 앵글린(Jack Anglin)과 함께 컨트리 음악 보컬 듀오 "자니 앤 잭(Johnnie & Jack)"의 보컬리스트 겸 기타리스트로 가수 첫 데뷔하였으며 이듬해 1937년 키티 웰스와 결혼하였고 1939년 솔로 가수 데뷔하였다.
2011년 9월 27일, 향년 97세로 자연사하였다.